# Maroc aux Jeux olympiques d'été de 2008
Le Maroc a participé aux Jeux olympiques d'été de 2008 à Pékin. Il s'agissait de sa 12e participation à des Jeux d'été. 

## Liste des médaillés marocains

### Médailles d'or
| Sport              | Discipline | Sportifs | Performance |
| Médailles d'or : 0 |            |          |             |

### Médailles d'argent
| Sport                  | Discipline   | Sportifs      | Performance     |
| Médailles d'argent : 1 |              |               |                 |
| Athlétisme             | Marathon (H) | Jaouad Gharib | 2 h 07 min 16 s |

### Médailles de bronze
| Sport                   | Discipline | Sportifs       | Performance   |
| Médailles de bronze : 1 |            |                |               |
| Athlétisme              | 800 m (F)  | Hasna Benhassi | 1 min 56 s 73 |

## Participants
Les horaires indiqués sont à GMT+8.

### Athlétisme
| Épreuve      | Athlète           | Séries             | Séries | Quarts de finale | Quarts de finale | Demi-finales  | Demi-finales | Finale        | Finale |
| Épreuve      | Athlète           | Résultat           | Rang   | Résultat         | Rang             | Résultat      | Rang         | Résultat      | Rang   |
| ------------ | ----------------- | ------------------ | ------ | ---------------- | ---------------- | ------------- | ------------ | ------------- | ------ |
| 800 mètres   | Yassine Bensghir  | 1 min 46 s 88      | 7e     | -                | -                | -             | -            | -             | -      |
| 800 mètres   | Amine Laâlou      | 1 min 47. 86       | 1er    | NC               | NC               | 1 min 46 s 74 | 4e           | -             | -      |
| 800 mètres   | Mouhssin Chehibi  | 1 min 46 s 75      | 5e     | -                | -                | -             | -            | -             | -      |
| 1 500 mètres | Mohamed Moustaoui | 3 min 32 s 89 (SB) | 2e     | NC               | NC               | 3 min 40 s 90 | 10e          | -             | -      |
| 1 500 mètres | Abdalaati Iguider | 3 min 36 s 48      | 4e     | NC               | NC               | 3 min 37 s 21 | 2e           | 3 min 34 s 66 | 5e     |
| 1 500 mètres | Youssef Baba      | 3 min 42 s 13      | 10e    | -                | -                | -             | -            | -             | -      |

### Boxe
| Athlète            | Poids                   | Résultats             | Résultats        | Résultats                                    | Résultats                                    | Résultats                                    |
| Athlète            | Poids                   | 1/16 Finale           | 1/8 Finale       | 1/4 Finale                                   | Demi-Finale                                  | Finale                                       |
| ------------------ | ----------------------- | --------------------- | ---------------- | -------------------------------------------- | -------------------------------------------- | -------------------------------------------- |
| Redouane Bouchtouk | Mi-Mouche (-48 kg)      | P CARVALHO 7 - 13     | Disqualifié      | Disqualifié                                  | Disqualifié                                  | Disqualifié                                  |
| Abdelillah Nhaila  | Mouche (48-51 kg)       | S MAMMADOV 19 - 4     | Disqualifié      | Disqualifié                                  | Disqualifié                                  | Disqualifié                                  |
| Hicham Mesbahi     | Coq (51-54 kg)          | J ROMERO 11 - 3       | I Khumiso 3 - 8  | Disqualifié Blessure :1/8 Final Round 4 0:32 | Disqualifié Blessure :1/8 Final Round 4 0:32 | Disqualifié Blessure :1/8 Final Round 4 0:32 |
| Mahdi Ouatine      | Plume (54-57 kg)        | E ZORIGTBAATAR 10 - 1 | Disqualifié      | Disqualifié                                  | Disqualifié                                  | Disqualifié                                  |
| Tahar Tamsamani    | Léger (57-60 kg)        | D VALENTINO 15 - 4    | Disqualifié      | Disqualifié                                  | Disqualifié                                  | Disqualifié                                  |
| Driss Moussaid     | Super Légers (60-64 kg) | T KIDD 23 - 2         | IS RONIEL 4 - 15 | Disqualifié                                  | Disqualifié                                  | Disqualifié                                  |
| Mehdi Khalsi       | Mi-Moyen (64-69 kg)     | D MAHMUDOV 3 - 11     | Disqualifié      | Disqualifié                                  | Disqualifié                                  | Disqualifié                                  |
| Saïd Rachidi       | Mi-Moyen (69-75 kg)     | A Bakhtiyar 8 - 2     | Disqualifié      | Disqualifié                                  | Disqualifié                                  | Disqualifié                                  |
| Mohamed Arjaoui    | Lourd (81-91 kg)        |                       | B.M PITT 6 - 11  | D Wilder +10 - 10                            | Disqualifié                                  | Disqualifié                                  |
| Mohamed Amanissi   | Super-Lourd (+91 kg)    |                       | Z ZHANG 0 - 15   | Disqualifié                                  | Disqualifié                                  | Disqualifié                                  |

### Escrime
| Athlète               | Catégorie          | Score            | Score       | Score       | Score       | Score       | Score       |
| Athlète               | Catégorie          | 1/32 Finale      | 1/16 Finale | 1/8 Finale  | 1/4 Finale  | Demi-Finale | Finale      |
| --------------------- | ------------------ | ---------------- | ----------- | ----------- | ----------- | ----------- | ----------- |
| Aissam Rami           | Épée individuelle  | M Tomasz 11 - 15 | Disqualifié | Disqualifié | Disqualifié | Disqualifié | Disqualifié |
| Ali Xavier Lahoussine | Fleuret individuel | G Brice 15 - 3   | Disqualifié | Disqualifié | Disqualifié | Disqualifié | Disqualifié |

### Judo
| Athlète          | Catégorie | Résultat               | Résultat           | Résultat    | Résultat    | Résultat    | Résultat      | Résultat                | Résultat              | Résultat    |
| Athlète          | Catégorie | Éliminatoires          | 1/16 Finale        | 1/8 Finale  | 1/4 Finale  | Demi-Finale | 1er Repêchage | Repêchage 1/4 de Finale | Repêchage Demi-Finale | Finale      |
| ---------------- | --------- | ---------------------- | ------------------ | ----------- | ----------- | ----------- | ------------- | ----------------------- | --------------------- | ----------- |
| Youness Ahamdi   | −60 kg    | P Ludwig 1010 - 0000   | Disqualifié        | Disqualifié | Disqualifié | Disqualifié | Disqualifié   | Disqualifié             | Disqualifié           | Disqualifié |
| Rachid Rguig     | −66 kg    | D Darbelet 1002 - 0000 | Disqualifié        | Disqualifié | Disqualifié | Disqualifié | Disqualifié   | Disqualifié             | Disqualifié           | Disqualifié |
| Safouane Attaf   | −81 kg    | B Alibek 1000 - 0001   | B Euan 0001 - 0010 | Disqualifié | Disqualifié | Disqualifié | Disqualifié   | Disqualifié             | Disqualifié           | Disqualifié |
| Mohamed El Assri | −90 kg    | B Amar 0011 - 0001     | Disqualifié        | Disqualifié | Disqualifié | Disqualifié | Disqualifié   | Disqualifié             | Disqualifié           | Disqualifié |

### Natation
| Athlète       | Epreuves     | Classement | Classement   | Classement   |
| Athlète       | Epreuves     | 1er Tour   | Demi-Finale  | Finale       |
| ------------- | ------------ | ---------- | ------------ | ------------ |
| Sara El Bekri | 100 m brasse | 19e /49    | Disqualifiée | Disqualifiée |
| Sara El Bekri | 200 m brasse | 28e /40    | Disqualifiée | Disqualifiée |

### Taekwondo
Hommes
| Athlète           | Catégorie | Résultat             | Résultat                    | Résultat    | Résultat                | Résultat              | Résultat    |
| Athlète           | Catégorie | 1/8 Finale           | 1/4 Finale                  | Demi-Finale | Repêchage 1/4 de Finale | Repêchage Demi-Finale | Finale      |
| ----------------- | --------- | -------------------- | --------------------------- | ----------- | ----------------------- | --------------------- | ----------- |
| Abdelkader Zrouri | +80 kg    | DF Juan Carlos 4 - 3 | Alexandros Nikolaidis 5 - 4 | Disqualifié | Disqualifié             | Disqualifié           | Disqualifié |

Femmes
| Athlète               | Catégorie | Résultat       | Résultat          | Résultat     | Résultat                | Résultat              | Résultat     |              |
| Athlète               | Catégorie | 1/8 Finale     | 1/4 Finale        | Demi-Finale  | Repechage 1/4 de Finale | Repechage Demi-Finale | Finale       |              |
| --------------------- | --------- | -------------- | ----------------- | ------------ | ----------------------- | --------------------- | ------------ | ------------ |
| Ghizlane Toudali      | −49 kg    | K J Sara 5 - 0 | Disqualifiée      | Disqualifiée | Disqualifiée            | Disqualifiée          | Disqualifiée |              |
| Mouna Benabderrassoul | -67 kg    | O Yoriko 2 - 0 | G Épangue SUP 1:1 | Disqualifiée | Disqualifiée            | Disqualifiée          | Disqualifiée | Disqualifiée |

### Tir à l'arc
| Athlète         | Catégorie         | Classement | Classement | 1/32 Finale          | 1/16 Finale  | 1/8 Finale   | 1/4 Finale   | Demi-Finale  | Finale       | Finale       |
| Athlète         | Catégorie         | Score      | Rang       | Score                | Score        | Score        | Score        | Score        | Score        | Rang         |
| --------------- | ----------------- | ---------- | ---------- | -------------------- | ------------ | ------------ | ------------ | ------------ | ------------ | ------------ |
| Khadija Abbouda | Ep. ind. - femmes | 539        | 64e /64    | P Sung-Hyun 112 - 80 | Disqualifiée | Disqualifiée | Disqualifiée | Disqualifiée | Disqualifiée | Disqualifiée |